# Künga Gyaltsen Päl Sangpo
Künga Gyaltsen Päl Sangpo (1310-1358) was een Tibetaans geestelijke uit de sakyatraditie van het Tibetaans boeddhisme.
Hij was de twaalfde keizerlijk leermeester (dishi) van 1333 tot 1358 voor Yuankeizer Ukhaantu Khan. Deze titel werd voor het eerst werd toegekend aan Phagspa door keizer Koeblai Khan.